# Okiscarta
Okiscarta is een geslacht van halfvleugeligen uit de familie schuimcicaden (Cercopidae). De wetenschappelijke naam van dit geslacht is voor het eerst geldig gepubliceerd in 1940 door Matsumura.

## Soorten
Het geslacht Okiscarta omvat de volgende soorten:
- Okiscarta kotoensis (Kato, 1928)
- Okiscarta uchidae (Matsumura, 1906)